# Palmans (equip ciclista)
L'equip Palmans (codi UCI: PCO), va ser un equip ciclista belga que competí professionalment entre el 1994 i el 2003, i entre el 2006 i el 2010. El 2001 es fusionà amb l'equip Collstrop.
El 2004 l'equip va desaparèixer i part de la plantilla i el patrocinador van anar a parar al nou Mr Bookmaker.com. El 2006, part d'aquell equip va tornar a crear el Palmans-Collstrop, una formació que va durar fins al 2010. Va competir en el calendari de l'UCI Europa Tour.

## Principals resultats
- Circuit del País de Waes: Jan Bogaert (1994), Wim Omloop (1997), Geert Omloop (2003)
- Circuit de Houtland: Jans Koerts (1995), Niko Eeckhout (2000), Geert Omloop (2001, 2003)
- Le Samyn: Hans De Meester (1996)
- Gran Premi del 1r de maig - Premi d'honor Vic de Bruyne: Peter Spaenhoven (1997), Geert Omloop (2001), Roger Hammond (2002)
- Gran Premi d'Isbergues: Magnus Backstedt (1997), Peter Van Petegem (2001)
- Circuit Franco-Belga: Frank Høj (1998)
- Nokere Koerse: Hendrik Van Dijck (2000)
- Circuito Montañés: Dave Bruylandts (2000)
- Campionat de Flandes: Niko Eeckhout (2000)
- Kuurne-Brussel·les-Kuurne: Peter Van Petegem (2001)
- Tour Beneden-Maas: Geert Omloop (2001), Roger Hammond (2002)
- Gran Premi de Denain: Bert Roesems (2003)
- Fletxa del port d'Anvers: Rob Goris (2010)
- Copa Sels: Aidis Kruopis (2010)

### Campionats nacionals
- Campionat de Bèlgica en ruta: Geert Omloop (2003)
- Campionat del Regne Unit en ruta: Roger Hammond (2003)
- Campionat de Finlàndia en contrarellotge: Matti Helminen (2008)

### A les grans voltes
- Volta a Espanya
  - 0 participacions

- Tour de França
  - 0 participacions

- Giro d'Itàlia
  - 0 participacions

## Classificacions UCI
Fins al 1998 els equips ciclistes es trobaven classificats dins l'UCI en una única categoria. El 1999 la classificació UCI per equips es dividí entre GSI, GSII i GSIII.
| Temporada | Classificació per equips | Millor ciclista en la classificació individual |
| --------- | ------------------------ | ---------------------------------------------- |
| 1995      | 37è                      | Nico Verhoeven (306è)                          |
| 1996      | 41è                      | Jans Koerts (152è)                             |
| 1997      | 39è                      | Hans De Clerck (161è)                          |
| 1998      | 35è                      | Frank Høj (163è)                               |
| 1999      | 14è (GSII)               | Dave Bruylandts (160è)                         |
| 2000      | 6è (GSII)                | Dave Bruylandts (66è)                          |
| 2001      | 18è (GSII)               | Peter Van Petegem (57è)                        |
| 2002      | 3r (GSII)                | Bert Roesems (187è)                            |
| 2003      | 30è                      | Geert Omloop (95è)                             |

### UCI Europa Tour
| Temporada | Classificació per equips | Millor ciclista en la classificació individual |
| --------- | ------------------------ | ---------------------------------------------- |
| 2006      | 120è                     | Christoph Roodhooft (1248è)                    |
| 2007      | 53è                      | Bobbie Traksel (79è)                           |
| 2008      | 97è                      | Matti Helminen (332è)                          |
| 2009      | 50è                      | Geert Omloop (122è)                            |
| 2010      | 31è                      | Aidis Kruopis (28è)                            |

### UCI Àfrica Tour
| Temporada | Classificació per equips | Millor ciclista en la classificació individual |
| --------- | ------------------------ | ---------------------------------------------- |
| 2010      | 12è                      | Geoffrey Coupé (141è)                          |